# Везуєва гора
Везу́єва гора́ — геологічна пам'ятка природи в Україні. Розташована у Донецькій області, Бахмутському районі, на території Соледарської міської громади, за межами села Спірне.
Площа — 69.67 га. Статус заказника надано рішенням Донецької обласної ради № 7/37-1204 від 25 жовтня 2019 року.

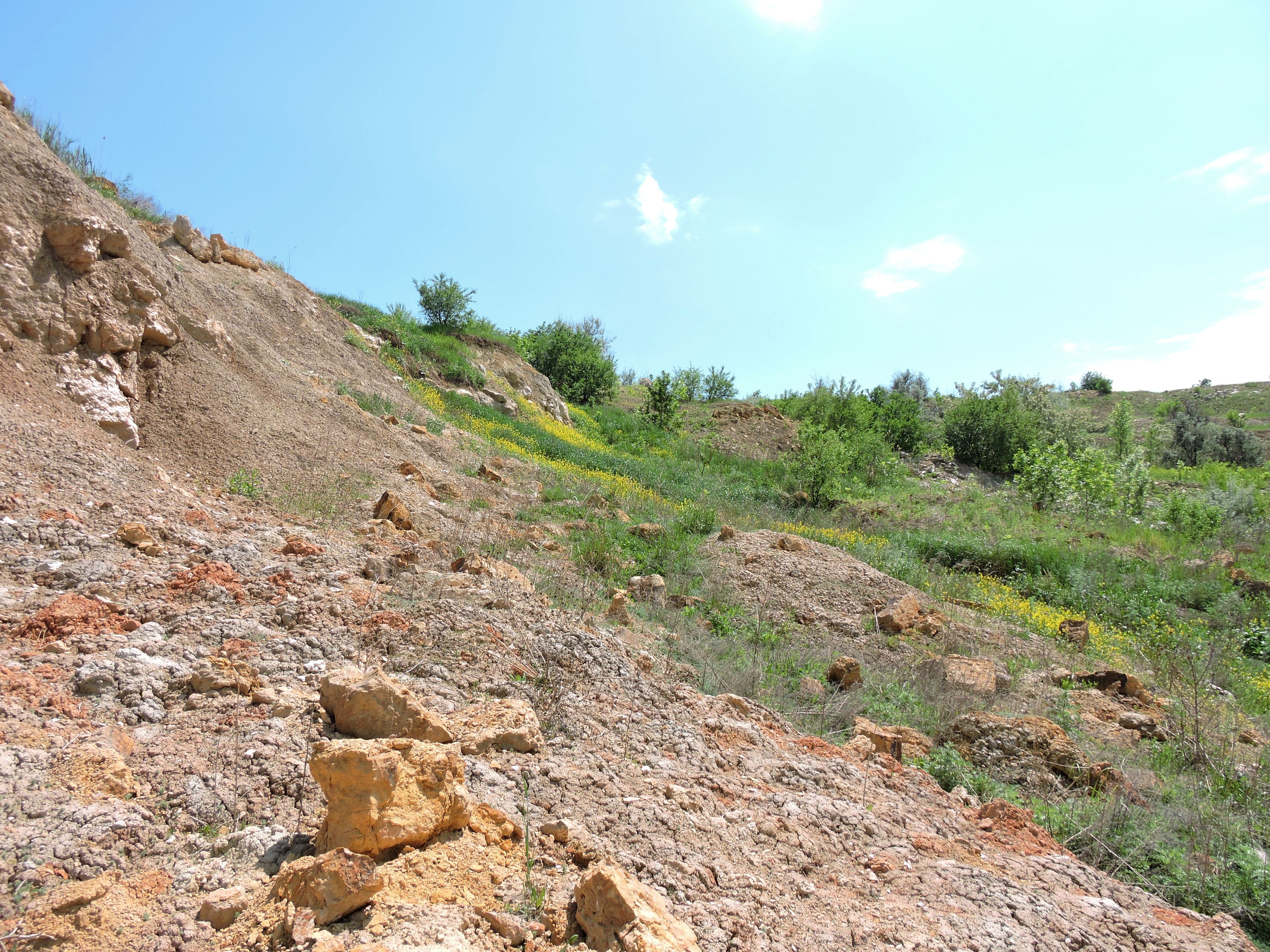
Везуєва гора

## Історія та мета створення
Ландшафтний заказник місцевого значення "Везуєва гора" створено з метою збереження природних комплексів та геологічних утворень, що мають особливу природоохоронну, наукову, естетичну, рекреаційну та оздоровчу цінність.
Основною метою створення заказника є охорона унікального для Донецького кряжу крейдяного відслонення, яке є місцем зростання цінних степових рослинних угруповань. "Везуєва гора" має важливе значення для збереження біорізноманіття регіону, зокрема, рідкісних та зникаючих видів рослин, занесених до Червоної книги України. Заказник також сприяє підтриманню екологічного балансу в регіоні та збереженню ландшафтного різноманіття.
Створення заказника "Везуєва гора" є важливим кроком у збереженні природної спадщини Донецької області та сприяє розвитку екологічної свідомості серед населення.

## Характеристика
Везуєва гора являє собою три окремі природні ділянки:
1. Цілинний типчаково-ковиловий степ.
2. Неглибока балка, що спускається до річки.
3. Східний схил великої балки, яка також спускається до річки.

Ділянки вкриті різноманітною степовою рослинністю, в тому числі численною ковилою волосистою - видом, який занесено до Червоної книги України.